# Moustapha Hachem
Moustapha Hachem (né au Akkar en 1946) est un homme politique libanais.
Ami de Rafiq Hariri depuis les bancs de l'Université Arabe de Beyrouth, il devient en 1998 coordinateur du Courant du Futur au Akkar. Il échoue lors des élections législatives de 2000 face aux candidats prosyriens, mais maintient sa présence dans la région.
Il est élu en 2005, à la suite de la Révolution du cèdre et du retrait syrien du Liban, député sunnite du Akkar, sur la liste de l'Alliance du 14 Mars. Il ne se représente pas aux élections de 2009.